# Paranarthrura
Paranarthrura är ett släkte av kräftdjur. Paranarthrura ingår i familjen Agathotanaidae.
Kladogram enligt Catalogue of Life:
| Paranarthrura | \| \| Paranarthrura abbreviata \| \| \| \| \| \| Paranarthrura insignis \| \| \| \| \| \| Paranarthrura kurchatovi \| \| \| \| \| \| Paranarthrura similis \| \| \| \| \| \| Paranarthrura subtilis \| \| \| \| \| \| Paranarthrura undulata \| \| \| \| \| \| Paranarthrura vitjazi \| \| \| \| \| \| Paranarthrura zevinae \| \| \| \| |
|               | \| \| Paranarthrura abbreviata \| \| \| \| \| \| Paranarthrura insignis \| \| \| \| \| \| Paranarthrura kurchatovi \| \| \| \| \| \| Paranarthrura similis \| \| \| \| \| \| Paranarthrura subtilis \| \| \| \| \| \| Paranarthrura undulata \| \| \| \| \| \| Paranarthrura vitjazi \| \| \| \| \| \| Paranarthrura zevinae \| \| \| \| |
|               | Agathotanais |
|               | |
|               | Paragathotanais |
|               | |
|               | Paranarthrurella |
|               | |
|               | Paranarthrura abbreviata |
|               | |
|               | Paranarthrura insignis |
|               | |
|               | Paranarthrura kurchatovi |
|               | |
|               | Paranarthrura similis |
|               | |
|               | Paranarthrura subtilis |
|               | |
|               | Paranarthrura undulata |
|               | |
|               | Paranarthrura vitjazi |
|               | |
|               | Paranarthrura zevinae |
|               | |

|  | Paranarthrura abbreviata |
|  |                          |
|  | Paranarthrura insignis   |
|  |                          |
|  | Paranarthrura kurchatovi |
|  |                          |
|  | Paranarthrura similis    |
|  |                          |
|  | Paranarthrura subtilis   |
|  |                          |
|  | Paranarthrura undulata   |
|  |                          |
|  | Paranarthrura vitjazi    |
|  |                          |
|  | Paranarthrura zevinae    |
|  |                          |